# Raspberry Pi 財団
Raspberry Pi 財団とは、学校での基本的なコンピューターサイエンスの研究を促進するために、2009年に設立された慈善団体および会社。
イングランドおよびウェールズ慈善委員会に登録されている慈善団体である。 理事会は2008年までに結成され、ラズベリーパイ財団は2009年5月に英国のカルデコートに登録慈善団体として設立された。 2016年、財団は本部をケンブリッジのステーションロードに移転した。 財団は、ケンブリッジ大学コンピューターラボラトリーとブロードコムによってサポートされている。 その目的は、「特に学校で、コンピュータサイエンスと関連トピックの研究を促進し、コンピューティングの学習に楽しみを取り戻すこと」である。 プロジェクトの共同創設者であるエベン・アップトン（Eben Upton）はアカデミア出身で、現在BroadcomのSoC（システムオンチップ）アーキテクト及びアソシエイトテクニカルディレクターである。 組織が慈善団体であることから、部品の数量を少量でありながらもサプライヤーから調達することができた。

## 歴史
2006年、エベン・アップトン、ロブ・マリンズ、ジャック・ラングとアラン・マイクロフトらを含むケンブリッジ大学のコンピュータ研究室では、コンピュータサイエンスを志望する学生の数とスキルの低下を懸念しており、小さく手頃な価格のコンピュータが必要であるというアイデアに至った。初期のRaspberry Pi プロトタイプではいくつかのバージョンが設計されたが、当時のモバイルデバイス用のプロセッサは高コストかつ低電力で稼働させるため性能が非常に制限されていた。 
2008年、チームは、NorcottTechnologyのピート・ロマスとデビッド・ブレイベンとのコラボレーションを開始し、Raspberry Pi財団を結成した。 3年後、Raspberry Pi model Bが誕生し、量産から2年で200万台以上を売り上げた。

### 創設者とリーダーシップ
組織の最初の創設者は次のとおりである。
- エベン・アップトンFREng CBE共同創設者
- デビッドクリーブリーCBE FREng FIET会長
- ロブ・マリンズ ：ケンブリッジ大学のコンピューター研究所の上級講師
- ジャック・ラング：コンピューター研究所の提携講師であり、Electronic Share InformationLtdの創設者
- アラン・マイクロフト ：コンピューター研究所のコンピューティング教授
- デビッド・ブレイベン：フロンティアディベロップメントのCEOであり、1984年のゲームエリートの共同執筆者
- スーセンタンス：チーフラーニングオフィサー（CLO）
- キャリーアンフィルビンMBE ：教育者サポートディレクター

## 営利組織
2012年12月18日、エンジニアリングおよびトレーディング活動を担当する営利組織のRaspberry Pi (Trading) Ltdが分立した。（設立当初は）財団の完全子会社であり、 Raspberry Pi製品の販売から得た資金は、財団の慈善活動に資金を提供するために使用される。アップトンは当初両方の部門のCEOを担っていたが、2013年9月にランス・ハワースが財団のCEOになり、アップトンはRaspberry Pi (Trading) LtdのCEOとして残ることになった。2015年7月にフィリップ・コリガンがランスハワースに替わって財団のCEOに就任した。
2021年11月12日、Raspberry Pi (Trading) LtdはRaspberry Pi Ltdに社名変更した。
2023年4月12日、ソニーセミコンダクタソリューションズ株式会社が出資。2023年11月2日、ARMが出資。2024年6月11日にロンドン証券取引所にRaspberry Pi Holdings plcが上場。

## 管財人
2021年1月5日の時点で、財団には10人の管理委員がいる。
- Jack Lang（管財人および会社秘書）
- David Braben
- David Cleevely（会長）
- Sherry Coutu（エンジェル投資家、カナダ人、現在はケンブリッジを拠点とする）
- Louis Glass（顧問弁護士、オルスワンのパートナー）
- Pate Lomas
- Chris Mairs （Metaswitch Networksの主任科学者）